# Monteveglio
Monteveglio là một đô thị ở tỉnh Bologna vùng Emilia-Romagna của Ý, có vị trí khoảng 20 km về phía tây của Bologna. Tại thời điểm ngày 31 tháng 12 năm 2004, đô thị này có dân số 4.797 người và diện tích là 32,6 km².
Monteveglio giáp các đô thị sau: Bazzano, Castello di Serravalle, Crespellano, Monte San Pietro, Savignano sul Panaro.